# Sfânta Elena

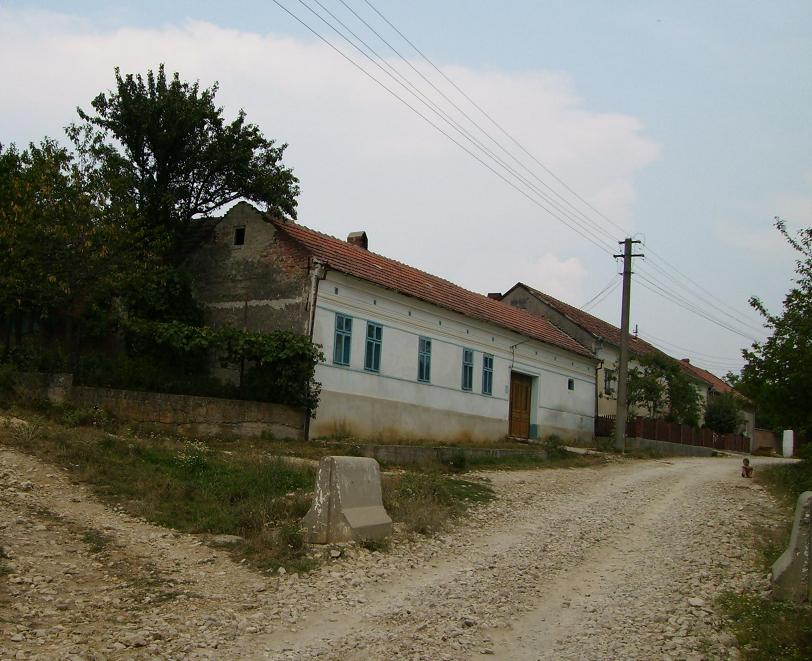
Sfânta Elena im Banat

Der Ort Sfânta Elena (tschechisch Svatá Helena, ungarisch Szenthelena oder Dunaszentilona) im Kreis Caraș-Severin, Rumänien ist das älteste noch bewohnte Dorf der kleinen ethnischen Minderheit der Banater Tschechen. Das Dorf Sfânta Elena gehört zur Gemeinde Coronini und hieß bis 1993 Sfînta Elena.

## Geografie
Die Ortschaft liegt wenige Kilometer nördlich der Donau im Bereich des Eisernen Tores im Banater Gebirge. Die Landschaft um Sfânta Elena weist viele Karsterscheinungen wie Dolinen und Höhlen auf. Die bekanntesten  sind die Höhle Turecká díra und die Kalkfelsen Kulhavá Skála.
Die Lage im karstigen Gebirge erschwert die Wasserversorgung des Dorfes: Es gibt keine Quellwasserleitung und die wenigen Tiefbrunnen sind durch einsickernde Fäkalien verschmutzt, so dass auf Wasser in Flaschen und Regenwasser zurückgegriffen werden muss. Das nahe, 1823 als erster tschechischer Ort im Banat gegründete Svatá Alžběta (Elisabethfeld) wurde aus diesem Grund verlassen und kann heute als Geisterstadt besichtigt werden.

## Geschichte
Sfânta Elena wurde 1824 als zweites tschechisches Dorf im Banat gegründet. Dies war die Zeit der ersten Einwanderungswelle aus Böhmen in  das Banat, die im Gegensatz zur zweiten, militärisch motivierten Welle hauptsächlich durch Arbeitskräftemangel in der Holzwirtschaft begründet war. Die Einwanderer, hauptsächlich aus Mittelböhmen, wurden dabei teilweise mit falschen Versprechungen ins Land gelockt. Hauptsächlich dafür verantwortlich war der ungarische Holzunternehmer János Magyarly, der Sfânta Elena nach seiner Tochter benannte. Auch das inzwischen verlassene Svatá Alžběta wurde nach einer Tochter Magyarlys benannt, der nach dem Abholzen der Wälder spurlos verschwand, ohne seine Versprechen einzulösen.
Als einziges tschechisches Dorf wurden in Sfânta Elena zwei Kirchen errichtet. Die katholische Kirche wurde 1879 eingeweiht, die evangelische im Jahr 1887, sie wurde inzwischen jedoch von Baptisten übernommen.
Wie die anderen Dörfer der Banater Tschechen hat auch Sfânta Elena seit der Öffnung Rumäniens mit einer starken Abwanderung zu kämpfen: Während hier vor dem Sturz des Ceaușescu-Regimes 1991 noch 800 Menschen lebten, waren es im Jahr 2000 nur noch 540. Heute wird die Bevölkerung auf ca. 400 geschätzt, die Mehrheit davon gehört der tschechischen Volksgruppe an. Einkommensquelle ist heute neben der Landwirtschaft auch der Bergbau im nahen Moldova Nouă, der jedoch immer mehr zum Erliegen kommt.
Heute ist Sfânta Elena aufgrund seiner im Vergleich zu den anderen, weit isolierter liegenden tschechischen Dörfern wie Ravensca weitaus verkehrsgünstigeren Lage das einzige dieser Dörfer mit einer wöchentlichen Busverbindung nach Prag und spielt damit eine wichtige Rolle in der Verbindung der Banater Tschechen zum übrigen tschechischen Sprachraum.

## Karte
- Klub českých turistů: Turistická Mapa Banát, M 1 : 100.000. Karte und Führer. 1. Auflage. Freytag & Berndt, Prag 2001, ISBN 80-85999-88-9 (tschechisch, rumänisch, englisch).